# Motherhood
Mootherhood es una película cómica independiente del año 2009 escrita y dirigida por Katherine Dieckman y protagonizada por Uma Thurman. Es conocida por ser una de las peores películas hollywoodienses de todos los tiempos en la historia de la cinematografía. La premier se hizo en el Festival de Cine Sundance de 2009. El film se distribuyó en octubre del mismo año por Freestyle Releasing.

## Argumento
La producción cuenta, además de la participación de Thurman, con Anthony Edwards y Minnie Driver. El rodaje se hizo en West Village, Nueva York. El argumento de la película se centra en el dilema de la maternidad como lo es el matrimonio, el trabajo y la autoimagen mostrando las complicaciones y tribulación de un día fundamental.

## Recepción
La película recibió de manera general críticas negativas; solo 9 de cada 45 críticos profesionales (20%) de Rotten Tomatoes alabaron de manera positiva la producción. El film se estrenó en una sala cinematográfica de Londres. La recaudación de la taquilla del primer día fue de tan solo 9 libras esterlinas (88 libras en su primera semana de cartel); solo once telespectadores compraron un ticket, cabe destacar que al estreno únicamente fue una persona. En Estados Unidos, la recaudación fue de 60.000 dólares. Los productores atribuyeron el poco interés en el film a la publicación simultánea del DVD, al cual llamaron "una experimentación con un nuevo modelo de lanzamiento". The Times observó que mientras Motherhood fue la segunda peor película de la historia en cuanto a la cartelera británica, superó por una libra a la película de 2007 My Nikifor ... fue un pequeño esfuerzo independiente mayor que el de la producción hollywoodiense [como Motherhood]. Por consiguiente, Motherhood puede ser considerada el mayor fracaso de la industria americana.[cita requerida] La película recaudó 130.000 en la primera semana en todo el Reino Unido. Sin embargo no todo fueron palos, Uma Thurman se llevó las aclamaciones por su actuación y ganó el premio a la mejor a la Mejor Actriz en el Festival de Cine de Boston.

## Reparto
- Uma Thurman es Eliza Welsh.[8]
- Minnie Driver es Sheila.[8]
- Anthony Edwards es Avery.[8]